# Галактоземия
Гала́ктоземи́я — наследственное заболевание, в основе которого лежит нарушение обмена веществ на пути преобразования галактозы в глюкозу (мутация структурного гена, ответственного за синтез фермента галактозо-1-фосфатуридилтрансферазы). Заболевание впервые описано А. Ресом в 1908 году.

## Этиология и патогенез
Галактоза, поступающая с пищей в составе молочного сахара — лактозы, подвергается превращению, но реакция превращения не завершается в связи с наследственным дефектом ключевого фермента.
Галактоза и её производные накапливаются в крови и тканях, оказывая токсическое действие на центральную нервную систему, печень и хрусталик глаза, что определяет клинические проявления болезни. Тип наследования галактоземии аутосомно-рецессивный.

## Симптомы
Заболевание проявляется в первые дни и недели жизни выраженной желтухой, увеличением печени, селезёнки, рвотой, отказом от еды, снижением массы тела, неврологической симптоматикой (судороги, нистагм (непроизвольное движение глазных яблок), гипотонией мышц; в дальнейшем обнаруживается отставание в физическом и нервно-психическом развитии, развивается умственная отсталость, возникает катаракта. Тяжесть заболевания может значительно варьировать; иногда единственным проявлением галактоземии бывают лишь катаракта или непереносимость молока. Классическая галактоземия часто носит жизнеугрожающий характер. Один из вариантов болезни — форма Дюарте — протекает бессимптомно, хотя отмечена склонность таких лиц к хроническим заболеваниям печени.
При лабораторном исследовании в крови определяется галактоза, содержание которой может достигать 0,8 г/л; специальными методами (хроматография) удается обнаружить галактозу в моче. Активность ферментов в эритроцитах резко снижена или не определяется, содержание ферментов увеличено в 10—20 раз по сравнению с нормой. При наличии желтухи нарастает содержание как прямого (диглюкуронида), так и непрямого (свободного) билирубина. Характерны и другие биохимические признаки поражения печени (гипопротеинемия, гипоальбуминемия, положительные пробы на нарушение коллоидоустойчивости белков). Значительно снижается сопротивляемость по отношению к инфекции. Возможно проявление и геморрагического диатеза из-за уменьшения протеиносинтетической функции печени и уменьшения числа тромбоцитов — петехии.

## Диагностика
В настоящее время проводится массовое обследование новорождённых на галактоземию. Определяется уровень тотальной (общей) галактозы в пятнах высушенной крови флуоресцентным методом. При выявлении повышенного уровня общей галактозы проводится подтверждающая диагностика определением уровня активности фермента ГАЛТ.
Тяжёлые формы заканчиваются летально в первые недели жизни, при затяжном течении на первый план могут выступать явления хронической недостаточности печени или поражения центральной нервной системы.

## Лечение и профилактика
При подтверждении диагноза необходим перевод ребёнка на питание с исключением, главным образом, молока. При тяжёлой форме этого заболевания больной должен соблюдать диеты с исключением молока и молочных продуктов на протяжении всей жизни. Для этого разработаны специальные продукты: сояваль, нутрамиген, безлактозный энпит. Рекомендуются заменные переливания крови, дробные гемотрансфузии, вливания плазмы. Из лекарственных препаратов показано назначение оротата калия, АТФ, кокарбоксилазы, комплекс витаминов.
Показана высокая эффективность раннего выявления беременных в семьях высокого риска и внутриутробной профилактики, состоящей в исключении молока из диеты беременных.
Учёт семей риска позволяет рано, то есть ещё в доклинической стадии, подвергнуть специальному обследованию новорожденного и при положительных результатах перевести его на безлактозное вскармливание. Для раннего выявления предложены также специальные скрининг-программы массового обследования новорожденных.
С возрастом наблюдается ослабление этого специфического нарушения обмена.